# Гребёнкин, Фёдор Алексеевич
Фёдор Алексеевич Гребёнкин (6 (18) февраля 1907, Астрахань — февраль 1996) — советский военачальник, полковник (1942).

## Биография
Родился 18 февраля 1907 года в городе Астрахань. Русский.

## Военная служба

### В межвоенные годы
Был призван в РККА в октябре 1929 года и направлен в команду одногодичников 7-го Кавказского стрелкового полка 3-й Кавказской стрелковой дивизии ККА в город Ленинакан. В сентябре 1930 года окончил её и убыл на Дальний Восток командиром взвода 1-го Читинского стрелкового полка 1-й Тихоокеанской стрелковой дивизии ОКДВА. В октябре 1932 года уволен в запас.
В июле 1935 года призван из запаса и назначен командиром взвода 156-го стрелкового полка 52-й стрелковой дивизии МВО, формировавшейся в Гороховецких лагерях. С января 1936 года командовал взводом отдельной зенитно-пулеметной роты этой дивизии, в том же году в Москве прошёл переподготовку на КУКС зенитнопулеметных частей. Затем дивизия была передислоцирована в БВО. С сентября 1937 года Гребёнкин командовал в дивизии этой же ротой, член ВКП(б) с 1938 года, с декабря 1938 года был помощником начальника оперативной части штаба дивизии. В этой должности принимал участие в походе Красной армии в Западную Белоруссию 1939 году и в Советско-финляндской войне 1939—1940 гг. Указом ПВС СССР от 7 мая 1940 года награждён медалью «За боевые заслуги». По окончании боевых действий 52-я стрелковая дивизия входила в состав ЛВО. 10 июня 1941 года капитан Гребёнкин назначается в ней начальником 2-го (разведывательного) отделения штаба.

### Великая Отечественная война
С началом войны дивизия в составе 14-й армии Северного фронта приняла первый бой с войсками противника на реке Западная Лица (северо-западнее г. Мурманск). В сентябре она успешно отразила наступление на Мурманск и закрепилась на рубеже губа Лопаткина, в ноябре — декабре её части вели бои по захвату и удержанию господствующих высот. 26 декабря она была преобразована в 10-ю гвардейскую. В марте 1942 года он был назначен начальником оперативного отделения, а 28 июля 1942 года допущен к исполнению должности начальника штаба этой дивизии. В апреле — мае 1942 года дивизия вела наступательные бои на мурманском направлении, затем перешла к позиционной обороне, с 30 ноября 1943 года — полковник Гребёнкин принял командование дивизией.
18 октября 1944 года Гребёнкин допущен к командованию 14-й стрелковой дивизией, находившейся в обороне на берегу губы Большая Западная Лица. В октябре она в составе 14-й армии перешла в наступление и участвовала в Петсамо-Киркенесской наступательной операции, в ходе которой 15 октября освободила город Петсамо (Печенга). В ознаменование одержанной победы приказом ВГК от 31 октября ей было присвоено почетное наименование «Печенгская». В ноябре дивизия была выведена в резерв Ставки ВГК, а приказом НКО от 29 декабря переименована в 101-ю гвардейскую. Указом ПВС СССР от 6 января 1945 года за освобождение Печенгской области награждена орденом Красного Знамени. С 29 января 1945 года дивизия вошла в 19-ю армию 2-го Белорусского фронта и участвовала в Восточно-Померанской наступательной операции, в боях за овладение городами Прехлау, Руммельсбург, Лауенбург, Нойштадт, оказала помощь войскам, штурмовавшим военно-морскую базу и порт Гдыня. Указами ПВС СССР от 5 и 26 апреля 1945 года за овладение городами Руммельсбург и Нойштадт она была награждена орденами Красной Звезды и Суворова II степени. С 10 апреля 1945 года полковник Гребёнкин сдал командование дивизией и был направлен на учёбу в Высшую военную академию им. К. Е. Ворошилова.
За время войны комдив Гребёнкин был девять раз упомянут благодарственных в приказах Верховного Главнокомандующего.

### Послевоенное время
После войны 23 января 1946 года окончил ускоренный курс академии и в том же месяце направлен в распоряжение Военного совета СГВ, где по прибытии с 1 марта был допущен к командованию 354-й стрелковой дивизией. С июля исполнял должность заместителя командира 26-й стрелковой Сталинской дивизии, затем начальника штаба 26-й гвардейской механизированной дивизии. С декабря 1949 по декабрь 1951 года находился на учёбе в Высшей военной академии им. К. Е. Ворошилова, по окончании которой назначен старшим преподавателем кафедры тактики высших соединений Военной академии им. М. В. Фрунзе. 17 ноября 1952 года переведен начальником отдела оперативного управления СГВ. В июне 1953 года назначен заместителем командира 27-й механизированной дивизии, затем в том же месяце зачислен в распоряжение Военного совета группы войск. В ноябре переведен начальником штаба БТ и MB ПрикВО, с 9 февраля 1954 года исполнял должность заместителя начальника Управления боевой и физической подготовки округа. С ноября 1955 года занимал должность начальника военной кафедры Львовского торгово-экономического института. 27 декабря 1957 года уволен в запас.
Проживал в городе Железнодорожный Московской области.
Указом Президента РФ от 4 мая 1995 года полковник в отставке Гребёнкин награждён орденом Жукова.

## Награды
СССР
- орден Жукова (04.05.1995)
- орден Красного Знамени (1952)
- орден Суворова II степени (02.11.1944)
- орден Отечественной войны I степени (06.04.1985)
- орден Отечественной войны II степени (06.09.1944)
- два ордена Красной звезды (24.03.1942, 1947)
- Крест Свободы (Норвегия, 1945)[6].
- Медали в том числе:
  - две медали «За боевые заслуги» (07.05.1940, 03.11.1944)
  - «За Победу над Германией в Великой Отечественной войне 1941—1945 гг.» (1945)
  - «Ветеран Вооружённых Сил СССР» (1976)

Приказы (благодарности) Верховного Главнокомандующего в которых отмечен Ф. А. Гребёнкин.
- За освобождение от немецких захватчиков всего района никелевого производства и овладение населёнными пунктами Печенгской (Петсамской) области — Никель, Ахмалахти, Сальмиярви. 23 октября 1944 года. № 202.
- За пересечение государственной границы Норвегии и овладение городом Киркенес — важным портом в Баренцевом море. 25 октября 1944 года. № 205.
- За полное освобождение Печенгской (Петсамской) области от немецких захватчиков. 1 ноября 1944 года. № 208.
- За овладение на территории Померании городами Шлохау, Штегерс, Хаммерштайн, Бальденберг, Бублид — важными узлами коммуникаций и сильными опорными пунктами обороны немцев. 27 февраля 1945 года. № 285.
- За овладение городами Руммельсбург и Поллнов — важными узлами коммуникаций и сильными опорными пунктами обороны немцев в Померании. 3 марта 1945 года. № 287.
- За овладение городом Штольп — важным узлом железных и шоссейных дорог и мощным опорным пунктом обороны немцев в Северной Померании. 9 марта 1945 года. № 297.
- За овладение важными узлами железных и шоссейных дорог — городами Лауенбург и Картузы (Картхауз). 10 марта 1945 года. № 298.
- За овладение важными опорными пунктами обороны немцев на подступах к Данцигу и Гдыне — городами Тчев (Диршау), Вейхерово (Нойштадт) и выход на побережье Данцигской бухты севернее Гдыни с захватом города Пуцк (Путциг). 12 марта 1945 года. № 299.
- За овладение штурмом городом Гдыня — важной военно-морской базой и крупным портом на Балтийском море. 28 марта 1945 года. № 313.